# Reinier den Adel
Reinier den Adel  (Wormerveer, 27 januari 1950 - Nauerna, 20 juli 2023) is een Nederlands keramist die met zijn werk in binnen- en buitenland exposeerde. Hij studeerde in 1974 af aan de Gerrit Rietveld Academie. Den Adel was daarnaast docent keramiek bij onder andere FluXus in Zaandam en De Blauwe Schuit in Hoorn. Ook was hij een van de oprichters van de Culturele Raad Nauerna, gevestigd in Pakhuis Archangel in Nauerna.
Den Adel exposeerde twee maal in de C.F.M. Gallery in New York, in 1995 met een solo tentoonstelling. In de Zaanstreek zijn verschillende werken van Den Adel in het openbaar te vinden, zoals op de route van het Czaar Peterbeeld op de Dam in Zaandam naar het Czaar Peterhuisje in Zaandam, in de Russische Buurt (Menschikoffstraat) in Zaandam, op de Jan Houtmanhof in Wormer en bij Zorgcentrum Nieuw Groenland in Zaandam. Ook maakte hij jarenlang het beeldje voor de Autoweek Tevredenheidstrofee.
Reinier den Adel overleed op 20 juli 2023 in zijn woonplaats Nauerna.
- RKD-Nederlands Instituut voor Kunstgeschiedenis: 443
- Union List of Artist Names: 500699977
- Virtual International Authority File: 43164295078108411487